# 浮き雲 (映画)
『浮き雲』（うきぐも、フィンランド語：Kauas pilvet karkaavat、英語：Drifting Clouds）は、1996年公開のフィンランド映画。日本公開は1997年。
『過去のない男』『街のあかり』へと続くアキ・カウリスマキ監督の“フィンランド三部作”第一作。通貨価値下落による当時の不況を背景に、どん底からたくましく立ち上がるフィンランド庶民の姿が描かれる。
また本作は、公開の半年前に急逝したアキ作品常連俳優マッティ・ペロンパーに捧げられている。

## ストーリー
伝統的スタイルのレストラン“ドゥブロヴニク”で給仕長を務めるイロナ（カティ・オウティネン）は、市電の運転士である夫ラウリ（カリ・ヴァーナネン）とつましく幸せに暮らしていた。しかし不況の影響でラウリは整理解雇、“ドゥブロヴニク”も大手チェーンに買収されイロナたち従業員は失職してしまう。
働き盛りを過ぎた中年の夫婦は職探しに苦労する。イロナは場末の安食堂のコック兼給仕の仕事に就くが、税務調査のゴタゴタで給料がうやむやに。妻の給料を食堂経営者に請求しに行ったラウリは、袋叩きにされ港にほうり出される。
安宿でしばらく静養したラウリが帰宅すると、家財は差し押さえられており、イロナはラウリの妹のもとに身を寄せていた。イロナの元同僚メラルティン（サカリ・クオスマネン）の紹介でなんとか仕事にありついたラウリは、彼にレストランの開業を提案される。夫婦は決意して事業計画を立てるが、資金を借してくれる銀行がない。ラウリはクルマを売った金をカジノで増やそうとするが、全額スッてしまう。
途方に暮れるイロナだったが、求職に訪れた美容院で偶然、“ドゥブロヴニク”の元経営者スヨホルム夫人（エリナ・サロ）と再会する。引退して生きがいを失っていた夫人は、イロナの計画を聞いて出資を申し出た。ラウリとメラルティンは、“ドゥブロヴニク”の元シェフでアルコール依存症のラユネン（マルク・ペルトラ）を探し出し、治療施設に送り込んで更生させる。
“ドゥブロヴニク”の元従業員たちが揃い、イロナとラウリのレストラン“ワーク”が開店した。ランチタイムになっても客が入らず不安になるが、しばらくすると一人入り二人入り、やがて満員となったうえ、ディナーの団体予約まで入る。喜びを噛みしめて店の前で一服し、空を見上げるイロナとラウリだった。

## キャスト
- イロナ - カティ・オウティネン
- ラウリ（イロナの夫） - カリ・ヴァーナネン（英語版）
- スヨホルム夫人 - エリナ・サロ（英語版）
- メラルティン（イロナの同僚） - サカリ・クオスマネン（英語版）
- ラユネン（イロナの同僚、コック） - マルク・ペルトラ（英語版）
- フォルストロム - マッティ・オンニスマー

## スタッフ
- 監督 - アキ・カウリスマキ
- 脚本 - アキ・カウリスマキ
- 製作 - アキ・カウリスマキ
- 撮影 - ティモ・サルミネン
- 美術 - マルック・ペティレ、ユッカ・サルミ
- 音楽 - ティモ・サルミネン
- 編集 - アキ・カウリスマキ[4]

## 評価
- 1997年キネマ旬報外国映画ベスト・テン第3位[5]。